# Charles Horton Peck
Charles Horton Peck (Sand Lake, 30 de março de 1833 - Albany, 1917) foi um micologista norte-americano do século XIX e início do século XX. Ele foi o botânico do Estado de Nova Iorque entre 1867 e 1915, período em que ele descreveu mais de 2700 espécies de fungos norte-americanos.
As espécies de cogumelos que ele descreveu incluem:
- Agaricus abruptibulbus
- Agaricus abscondens
- Agaricus abundans
- Agaricus acericola
- Agaricus adirondackensis
- Agaricus admirabilis
- Agaricus aggericola
- Agaricus albissimus
- Agaricus albocrenulatus
- Agaricus alboflavidus
- Agaricus albogriseus
- Agaricus alboides
- Agaricus alluviinus
- Agaricus amabilipes
- Agaricus amabillissimius
- Agaricus silvicola
- Agrocybe acericola
- Agrocybe angusticeps
- Agrocybe arenaria
- Agrocybe edulis
- Agrocybe firma
- Agrocybe howeana
- Agrocybe illicita
- Agrocybe lenticeps
- Agrocybe platysperma
- Agrocybe pruinatipes
- Agrocybe sororia
- Agrocybe vermiflua
- Amanita abrupta
- Amanita bivolvata
- Amanita brunnescens
- Amanita calyptrata
- Amanita calyptrata var. albescens
- Amanita calyptratoides
- Amanita candida
- Amanita chlorinosma
- Amanita crenulata'
- Amanita elongata
- Amanita frostiana var. frostiana
- Amanita frostiana var. pallidipes
- Amanita glabriceps
- Amanita magnivelaris
- Amanita morrisii
- Amanita multisquamosa
- Amanita muscaria var. alba
- Amanita ocreata
- Amanita parcivolvata
- Amanita pellucidula
- Amanita phalloides var. striatula
- Amanita placomyces
- Amanita prairiicola
- Amanita praticola
- Amanita radicata
- Amanita spreta
- Amanita submaculata
- Amanita velosa
- Amanita volvata
- Boletus auriporus
- Boletus ornatipes
- Boletus vermiculosus
- Clitocybe ectypoides
- Cortinarius corrugatus
- Drudeola sarraceniae
- Gymnopilus luteus
- Hygrophorus sordidus
- Hypomyces polyporina
- Inocybe mutata
- Lactarius atroviridi
- Lactarius deceptivus
- Lactarius griseus
- Lactarius rimosellus
- Leccinum rugosiceps
- Leucoagaricus americanus
- Leucoagaricus rubrotinctus
- Peckia clintonii
- Peckiella banningiae
- Peckiella camphorati
- Peckiella hymenii
- Peckiella hymenioides
- Peckiella transformans
- Peckiella xylophila
- Peckifungus entomophilus
- Psathyrella longipes
- Russula abietina
- Russula aeruginascens
- Russula albella
- Russula albida
- Russula albidula
- Russula anomala
- Russula atropurpurea
- Russula balloni
- Russula balloui
- Russula ballouii
- Russula basifurcata
- Russula blackfordae
- Russula brevipes
- Russula chamaeleontina var. umbonata
- Russula crustosa
- Russula earlei
- Russula eccentrica
- Russula flaviceps
- Russula foetentula
- Russula granulata
- Russula luteobasis
- Russula magnifica
- Russula mariae
- Russula modesta
- Russula nigrescentipes
- Russula nigrodisca
- Russula ochrophylla
- Russula palustris
- Russula pectinatoides
- Russula polyphylla
- Russula pulverulenta
- Russula pusilla
- Russula rubrotincta
- Russula rugulosa
- Russula serissima
- Russula simillima
- Russula sordida
- Russula squalida
- Russula subdepallens
- Russula subsordida
- Russula subvelutina
- Russula uncialis
- Russula unicalis
- Russula ventricosipes
- Russula viridella
- Russula viridipes
- Suillus punctipes